# Елена Чаушеску
Елена Чаушеску (на румънски: Elena Ceaușescu, [tʃau̯ˈʃesku]; * 7 януари 1916 в Петрещ като Ленуца Петреску; † 25 декември 1989 в Търговище, Румъния) е съпруга на Николае Чаушеску и румънски политик.

## Биография
Тя напуска училище на 14 години, не е следвала висше образование, но има титла „академичен доктор инженер“ („Acad. Dr. Ing.“) по техническа химия.
Запознава се с Николае Чаушеску през 1939 г. Двамата сключват брак през 1946 г. Тогава тя сменя също и малкото си име Ленуца на Елена. Освен това рождената ѝ година е променена от 1916 на 1919 г. Заедно с Николае Чаушеску имат 3 деца – Валентин, Зоя и Нику.
От 1971 г. заема високи постове в Румънската комунистическа партия и в управлението на Румъния. Тя е заместник министър-председател на Румъния.
По време на безредиците на 22 декември 1989 г. протестиращите пробиват и навлизат в сградата на Централния комитет на РКП. Тогава Елена и Николае Чаушеску са убедени от ген. Станкулеску, че е по-безопасно да излязат от столицата. Качват се на вертолет заедно с двама членове на правителството. Министрите слизат недалеч от Букурещ. Съпрузите продължават с вертолета. Пилотът се опасява от зенитна стрелба, затова сваля семейство Чаушеску на пътя към град Търговище. Качват се на случайна кола, която ги оставя в село Въкърещи, а шофьорът съобщава на властта, че ги е возил. Съпрузите Чаушеску се качват на друга кола, стигат до Търговище. Там са задържани от военнослужещи.
Само 2 дни по-късно, на 25 декември 1989 г., са осъдени на смърт от извънреден военен трибунал и веднага са разстреляни от трима десантчици (публично излъчено чрез румънска тв), избрани сред стотици доброволци. Заедно със съпруга ѝ Николае Чаушеску тя е погребана в общ гроб в гражданското гробище Генча-Чивил (Ghencea-civil cimitir) в Букурещ.